# David Roberts (nadador)
David Evan Roberts CEB (nascido em 25 de maio de 1980) é um nadador paralímpico galês. Onze vezes medalhista paralímpico, David é um dos atletas paralímpicos mais bem-sucedidos da Grã-Bretanha.